# Энфида
Энфи́да (араб.  النفيضة‎) — город на северо-востоке Туниса с населением около 10 000 жителей.
Расположен на железной дороге Тунис — Сус, в 48 км к северо-востоку от Суса и в 7 км к западу от залива Хаммамет.

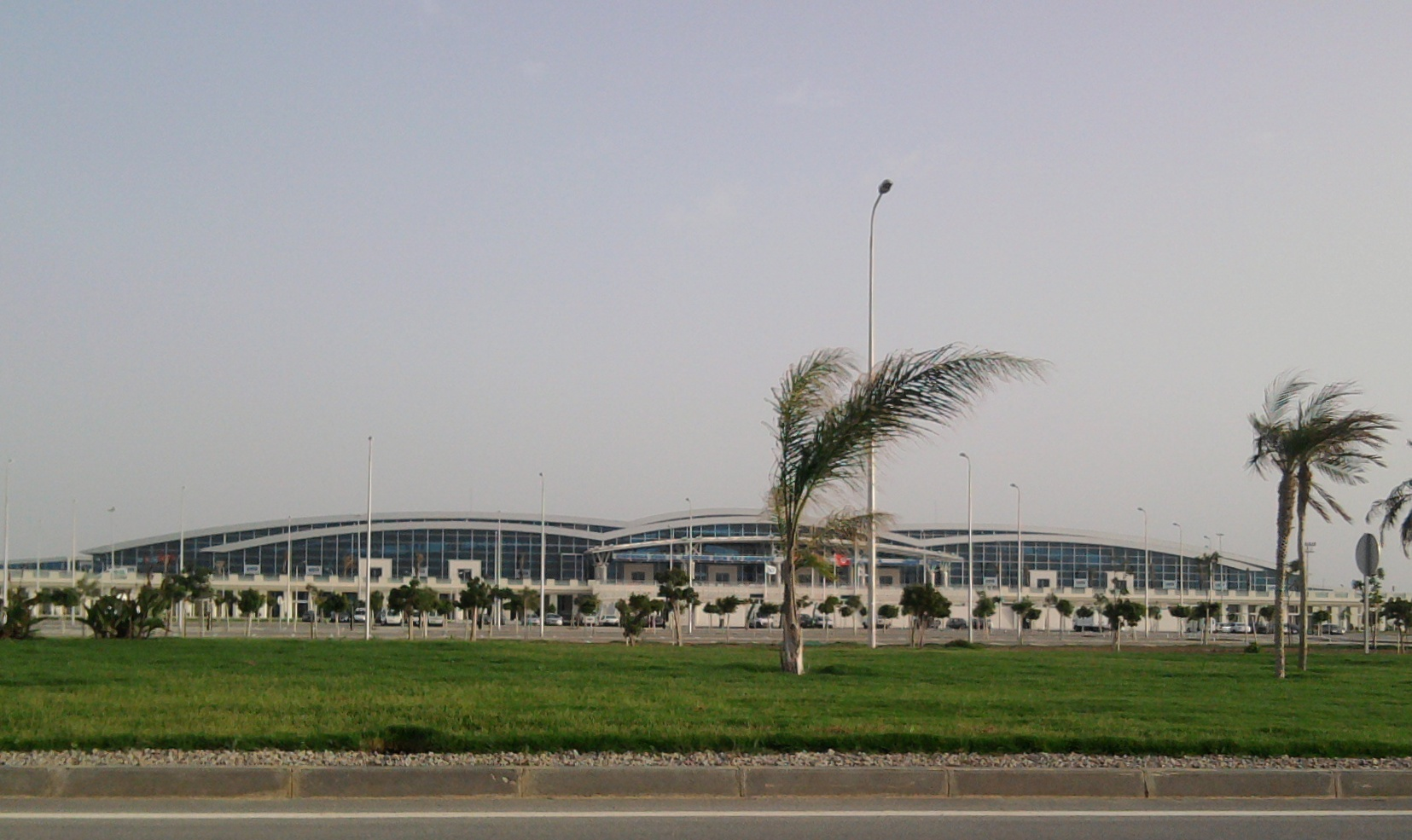
Аэропорт «Энфида»

Вблизи города расположен одноимённый аэропорт. Международный аэропорт «Энфида» открыт в 2009 году, обслуживает чартерные рейсы из европейских стран. Также через город проходит путь туристических автобусов из Туниса в Кайруан.
В последние годы в городе стали значительно развиваться лёгкая промышленность и туристическая индустрия.

## История
В 1871 году Энфида была предоставлена беем (правителем) османского Туниса Мухаммедом-эс-Садоком в собственность своему визирю Хайреддин-паше, в благодарность за его выступление перед султаном Османской империи в поддержку наследования трона семьёй Эс-Садока.

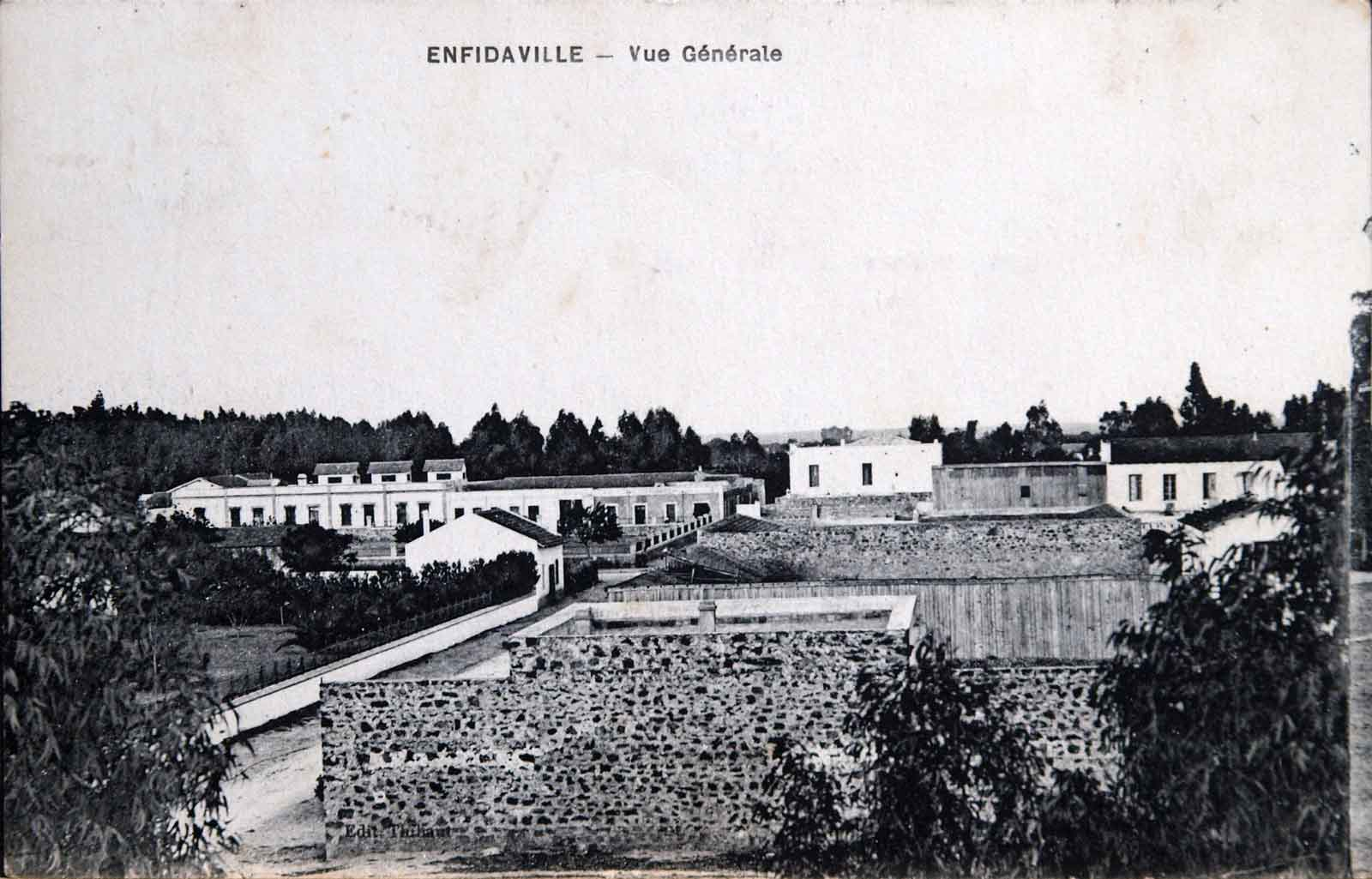
Энфидавилль в конце ΧΙΧ века

Когда в 1877 году Хайреддин-паша вступил в Оттоманскую Порту и стал визирем Османской империи, перед переездом в Константинополь он продал своё имение в Энфиде, площадью почти 100 000 га, французской кредитной компании «Марсельеза». Попытка тунисских властей заблокировать эту сделку привела к решению французского правительства о включение Туниса в свои владения в качестве протектората.
Позже имение было продано франко-африканскому обществу «Энфидавилль» и стало центром сельскохозяйственных плантаций площадью в размере 1200 кв.км, включавших прямоугольник между городами Хаммамет, Сусс, Кайруан и Загуан. На полях возделывались зерновые культуры, оливки, виноград и селекции, появились колонии европейцев, живущих бок о бок с тунисцами.

## Достопримечательности
- В самом центре города на круглой площади Независимости располагается памятник борцам за независимость Туниса.

- К северу от Энфиды, в селении Хенчир Чигарня, находится античный музей «Энфида», включающий в себя развалины большой крепости «Уппенна» и церкви в которой имеются мозаичные эпитафии различных епископов и мучеников. С 1967 года музей также является резиденцией епископа Туниса.

- В городе располагается военное мемориальное кладбище «Энфида», где похоронены более 1500 британских солдат, погибших в период с ноября 1942 по май 1943 года в боевых действиях 8-й британской армии, при поддержке сил США, против итальянских и немецких войск.

## Галерея

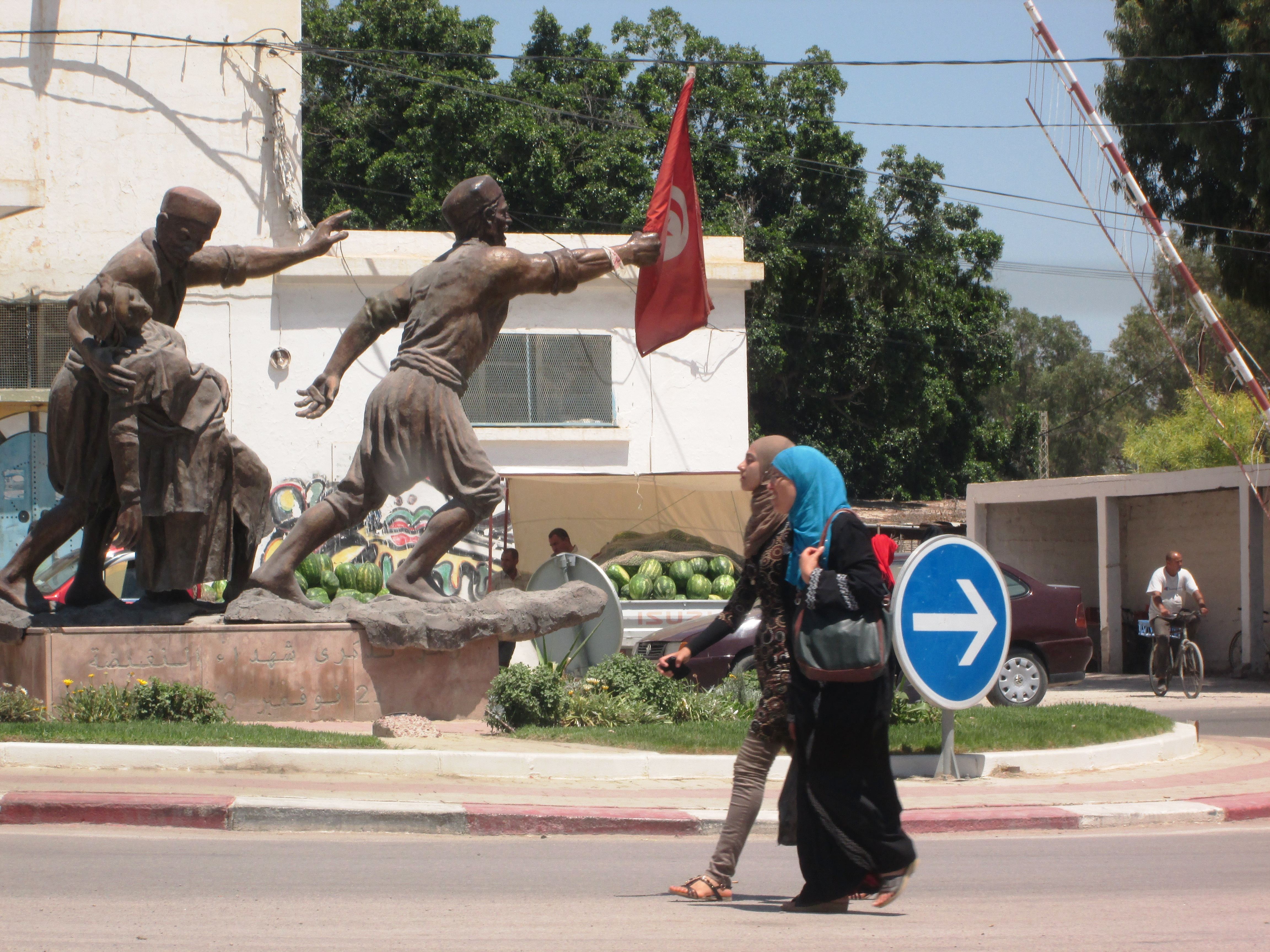
Памятник борцам за независимость
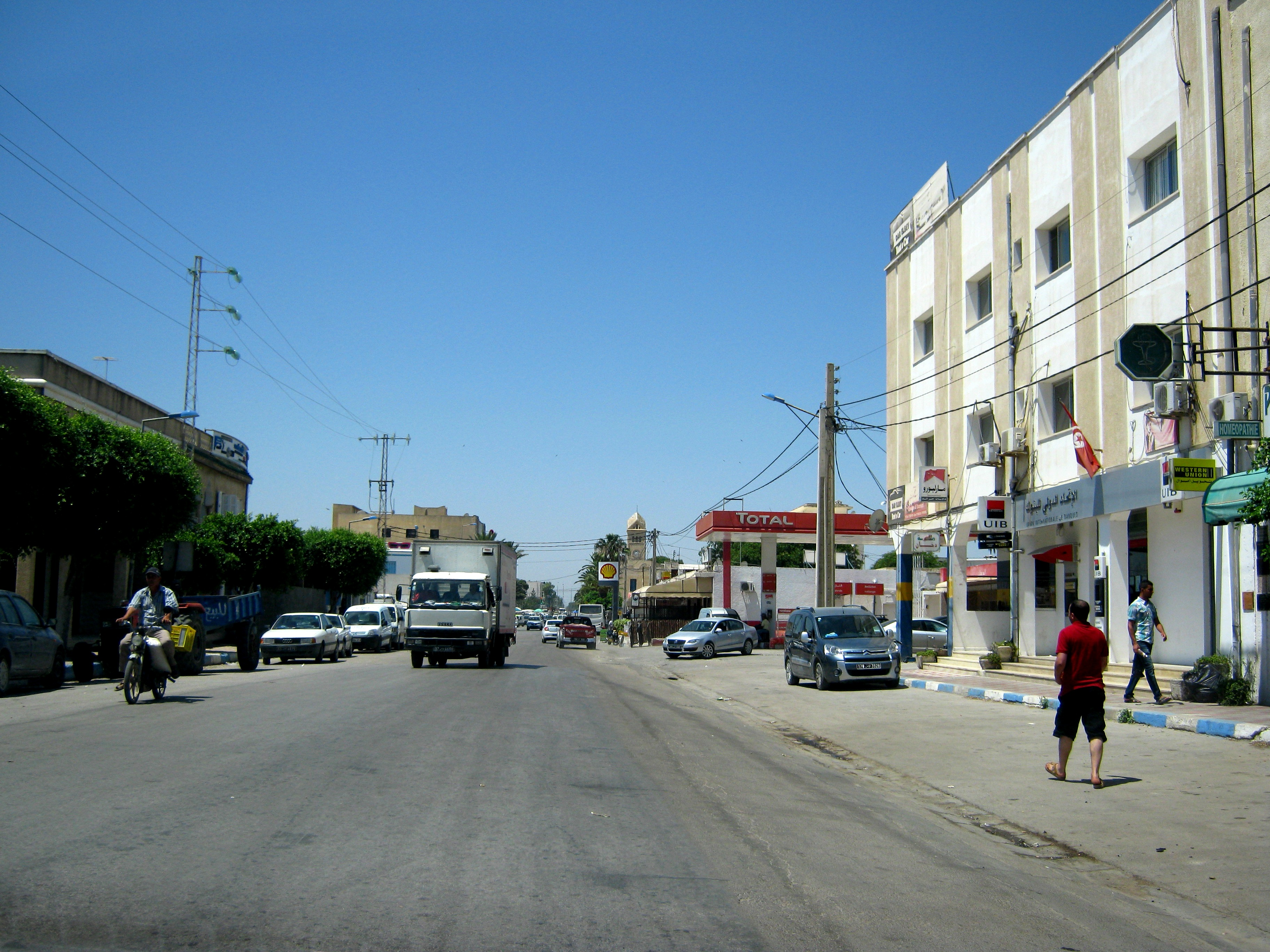
Центр. Улица Бургибы
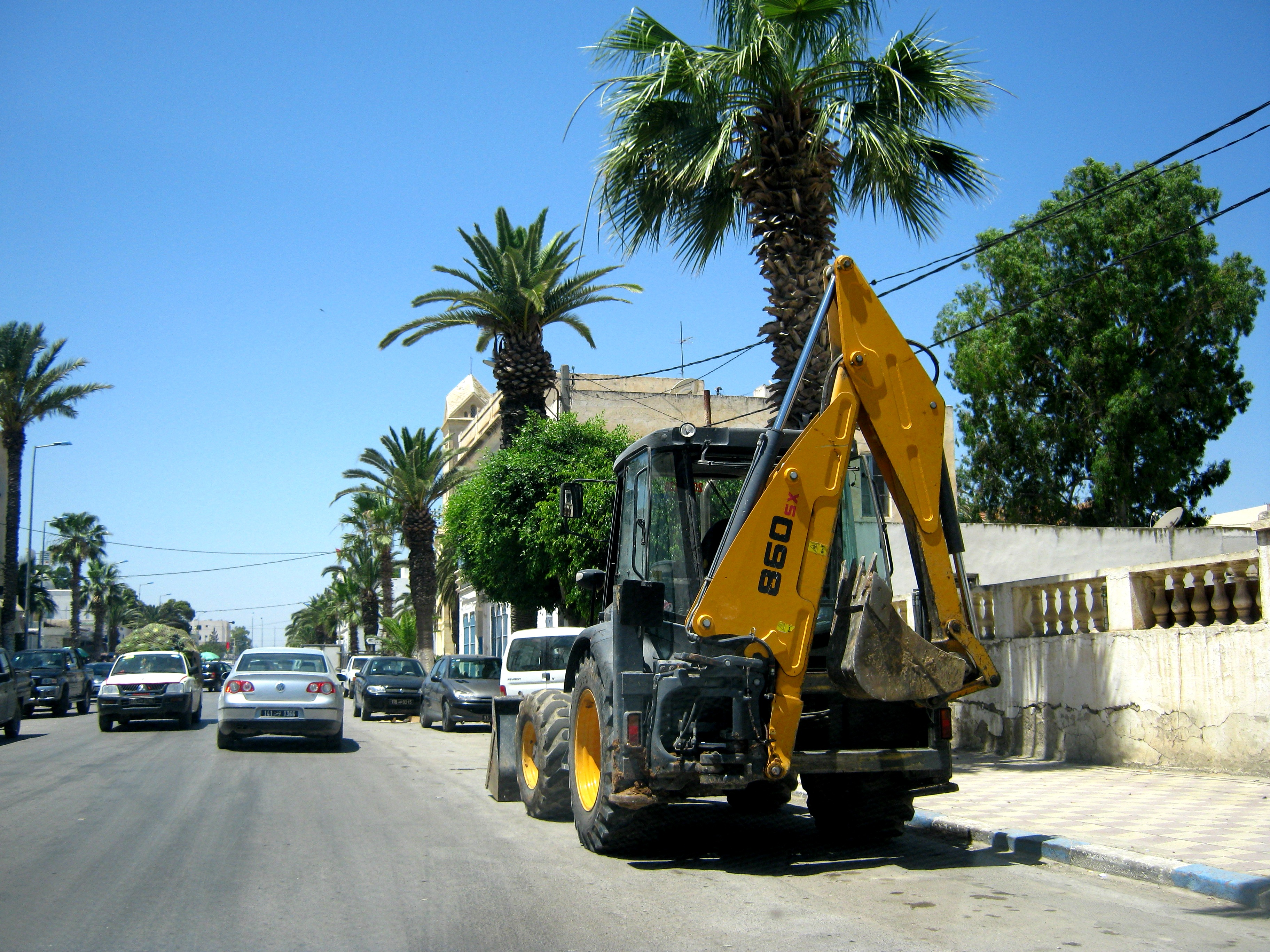
Центр. Улица Бургибы